# DN12
De DN12 (Drum Național 12 of Nationale weg 12) is een weg in Roemenië. Hij loopt van Chichiș, ten noorden van Brașov, via Sfântu Gheorghe, Băile Tușnad en Miercurea-Ciuc naar Toplița. De weg is 170 kilometer lang. 

## Europese wegen
De volgende Europese weg loopt met de DN12 mee:
- Chichiș - Toplița (gehele traject)